# Sigge Hultkrantz
Sigfrid "Sigge" Gustaf Emanuel Hultkrantz, född 22 maj 1888 i Åmål, död 4 mars 1955 i Oscars församling i Stockholm, var en svensk militär och sportskytt.
Efter studentexamen vid Östra Real 1907 blev han löjtnant vid kustartilleriet i Karlskrona 1909, kapten 1921 och major i marinen 1936. Som sportskytt blev han fyra i världsmästerskapen i miniatyrskytte 1913 och år 1916 vann han duellpistolskyttet vid Svenska spelen. Hultkrantz deltog i OS 1920 där han blev silvermedaljör både i lagtävlingarna i miniatyrskytte med gevär och i pistolskytte. I tävlingar väckte han uppmärksamhet genom att alltid skjuta med båda ögonen öppna. Hultkrantz är begravd på Norra begravningsplatsen utanför Stockholm.